# Fresh Fields
Fresh Fields é um sitcom britânico escrito por John T. Chapman e produzido pela Thames Television para a ITV. Foi exibido entre 7 de março de 1984 e 23 de outubro de 1986, tornando-se um sucesso de audiência na época. Foi estrelado por Julia McKenzie e Anton Rodgers como Hester e William Fields, um casal de classe média dedicado com um estilo de vida suburbano idílico.